# Aloe calcairophila
Aloe calcairophila ist eine Pflanzenart der Gattung der Aloen in der Unterfamilie der Affodillgewächse (Asphodeloideae). Das Artepitheton calcairophila leitet sich vom französischen Wort calcaire für ‚Kalk‘ sowie dem griechischen Wort philos für ‚Freund‘ ab und verweist auf die ökologische Vorliebe der Art.

## Beschreibung

### Vegetative Merkmale
Aloe calcairophila wächst stammlos, sprosst und bildet kleine Gruppen. Die etwa zehn dreieckigen, spitz zulaufenden Laubblätter sind zweizeilig angeordnet. Die trüb graugrüne Blattspreite ist 5 bis 6 Zentimeter lang und 1,4 Zentimeter breit. Die weich knorpeligen Zähne am Blattrand sind 2 bis 3 Millimeter lang und stehen 2 bis 3 Millimeter voneinander entfernt.

### Blütenstände und Blüten
Der einfache Blütenstand erreicht eine Länge von 20 bis 25 Zentimeter. Die lockeren Trauben sind 3 bis 4 Zentimeter lang. Sie bestehen aus acht bis zehn Blüten. Die eiförmig-spitzen Brakteen weisen eine Länge von 3 Millimeter auf und sind 2 Millimeter breit. Die weißen Blüten stehen an 5 bis 6 Millimeter langen Blütenstielen. Die Blüten sind 10 Millimeter lang und an ihrer Basis kurz verschmälert. Über dem Fruchtknoten sind sie auf 4 Millimeter erweitert und an der Mündung leicht zusammengezogen. Ihre äußeren Perigonblätter sind auf einer Länge von 5 Millimetern nicht miteinander verwachsen. Die Staubblätter und der Griffel ragen nicht aus der Blüte heraus.

## Systematik, Verbreitung und Gefährdung
Aloe calcairophila ist auf Madagaskar auf Kalksteinhügeln in 1400 Meter Höhe verbreitet.
Die Erstbeschreibung durch Gilbert Westacott Reynolds wurde 1960 veröffentlicht. Synonyme sind Guillauminia calcairophila (Reynolds) P.V.Heath (1994) und Aloe calcairophylla hort. (ohne Jahr, nom. inval. ICBN-Artikel 61.1).
Aloe calcairophila wird in Anhang I des Washingtoner Artenschutz-Übereinkommen geführt.

## Nachweise